# Campi Bisenzio
Campi Bisenzio is een gemeente in de Italiaanse provincie Florence (regio Toscane) en telt 39.176 inwoners (31-12-2004). De oppervlakte bedraagt 28,6 km², de bevolkingsdichtheid is 1370 inwoners per km².
De volgende frazioni maken deel uit van de gemeente: Capalle, Limite, Le Miccine, La querce, San Donnino, San Giorgio a Colonica, San Piero a Ponti, Sant'Angelo a Lecore.

## Demografie
Campi Bisenzio telt ongeveer 13924 huishoudens. Het aantal inwoners steeg in de periode 1991-2001 met 8,1% volgens cijfers uit de tienjaarlijkse volkstellingen van ISTAT.
| Jaar | Inwoneraantal |
| ---- | ------------- |
| 1991 | 34.444        |
| 2001 | 37.249        |

## Geografie
De gemeente ligt op ongeveer 38 meter boven zeeniveau.
Campi Bisenzio grenst aan de volgende gemeenten: Calenzano, Florence, Poggio a Caiano (PO), Prato (PO), Scandicci, Sesto Fiorentino, Signa.

## Externe link

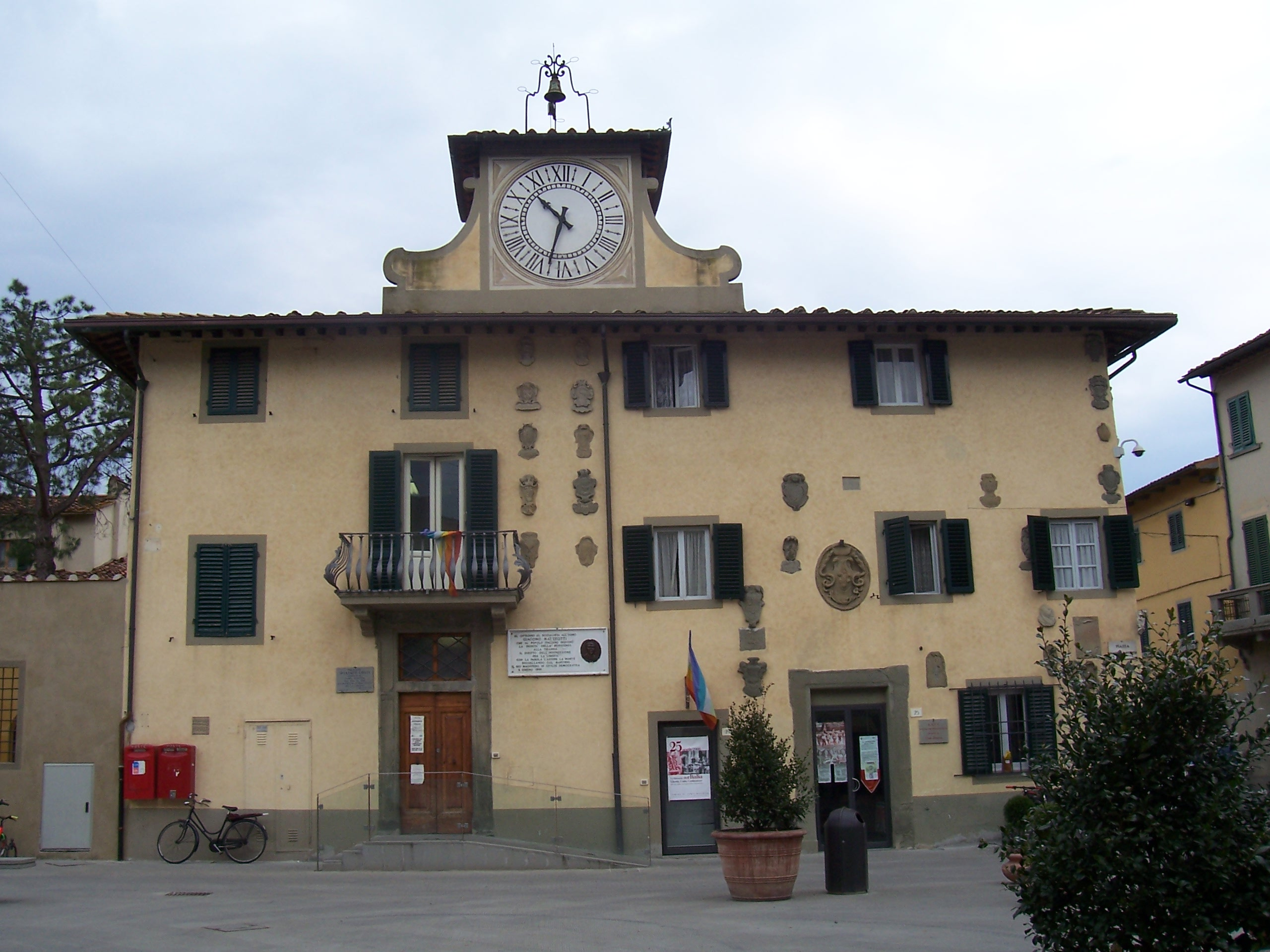